# L'Yriade
L'Yriade est un ensemble instrumental et vocal français de musique ancienne et baroque, créé par le chanteur lyrique ténor français Cyril Auvity en 2004.

## Historique

### Genèse
Créé en 2004 par le ténor avec six de ses confrères lauréats du programme Déclic de Cultures France, le mot « Yriade » est un mot-valise entre le lyrique et l'Iliade, à mi-chemin entre la voix chantée et l'épopée. L'ensemble était basé dans la commune du Mas-d'Agenais dans le Lot-et-Garonne.

### Carrière
Lors de cette saison 2008/2009, l'ensemble s'associe avec Opéra Junior pour créer une production adaptée de Didon et Énée d'Henry Purcell à l'Opéra National de Montpellier, qui sera reprise ensuite à Sète et Carcassonne. L'ensemble se produit au Festival Radio-France de Montpellier en 2008, qui donne lieu ensuite à un enregistrement, avec des morceaux de François Couperin, notamment. C'est lors de ce concert qu'ils explorent de nouveau les cantates françaises sur le mythe d'Orphée qui ont été auparavant enregistrées en disque. Ce concert rencontre un franc succès auprès du public. 
En 2009, l'ensemble entame une tournée musicale en Europe. Ils donnent cette année un concert en l'honneur du Prince Consort du Danemark. En France, L'Yriade participe à de nombreux festivals, tels que celui de Radio France à Montpellier, les Liaisons Musicales à l'Eglise St Paul de Marcq En Baroeul ou celui des Musiques d'Automne à la Collégiale de Saint-Bonnet-Le-Château. Toujours la même année, durant l'été, l'ensemble effectue une tournée autour des cantates de Giovanni Bononcini, qui sera par la suite enregistrée et publiée en disque l'année suivante.
En 2010, l'ensemble joue pour les Rencontres musicales insolites de Prayssas en l'église Saint-Jean-Baptiste, avec un quatuor constitué de Léonor de Recondo au violon baroque, Elisa Joglar au violoncelle baroque, Isabelle Sauveur au clavecin et Cyril Auvity à la voix. On y retrouve « un programme un peu mélancolique » avec des airs de Claudio Monteverdi et une « Follia » de Arcangelo Corelli notamment. La même année, il participe au Festival de musique baroque et ancienne de Saint-Michel en Tierache, où il joue de nouveau les cantates de Giovanni Bononcini.
L'année suivante, en 2011, l'ensemble participe au festival de musique ancienne d'Avignon pour explorer de nouveau le répertoire de Giovanni Bononcini dans l'Église Saint-Pierre. Le groupe donne un concert en 2012 dans l'Église Saint-Michel avec Les Escales musicales de l'Ile-aux-Moines, dans le cadre du festival estival organisé par ces derniers, qui été un vrai succès auprès du public. Il participe également au festival du baroque du Pays du Mont-Blanc de Saint-Gervais-les-Bains à l’église de Saint-Nicolas-de-Véroce en 2013 et à la Tuilerie à Saint-Boil autour d'Arcangelo Corelli et Giovanni Bononcini, la même année. 
L'année d'après, en 2014, L'Yriade participe au festival des Journées Musicales d'Automne de Souvigy dans l'Allier au sein de l'Église prieurale de la ville. Les concerts, une nouvelle fois autour du mythe d'Orphée, comprennent les chanteurs Cyril Auvity et Léonor de Recondo ainsi que les instrumentistes Isabelle Sauveur au clavecin, Elisa Joglar au violoncelle et André Henrich au théorbe. Ils y enregistrent des cantates sur Orphée des compositeurs français Jean-Philippe Rameau et Louis-Nicolas Clérambault ; ce concert est repris au Concertgebouw de Bruges.
La même année, l'ensemble joue le Combattimento de Claudio Monteverdi à l'Opéra de Massy à Paris. Cyril Auvity joue le rôle de Tancrede, et chante avec la soprano et le ténor français Claire Lefilliâtre et François-Nicolas Geslot.
L'ensemble reçoit un Diapason d'Or pour le disque Stances du Cid, paru en 2016, qui reprend des airs de cour de Marc-Antoine Charpentier. 

## Artistes ayant participé
- Le ténor français Cyril Auvity ;
- la violoniste française Léonor de Recondo ;
- la violoncelliste Elisa Joglar ;
- la claveciniste Isabelle Sauveur ;
- le théorbiste André Henrich ;
- le théorbiste et luthier Marc Wolff ;
- la violoniste Birgit Goris ;
- la flûtiste Amélie Michel.

## Répertoire et style
L'ensemble a décidé de travailler en particulier autour des cantates, forme musicale courante en Europe au XVIIIe siècle. À contrario de l'opéra, par essence scénique, celles-ci portent davantage attention à la poésie et à la voix, d'être plus intimes ; elles sont également l'avantage de pouvoir être jouée avec peu de musiciens.

## Enregistrements
- Orphee Cantates Francaises, 2007 chez Zig-Zag Territories, avec des compositions de Jean Bouvard, Jean-Philippe Rameau et Louis-Nicolas Clérambault[15].
- Barbara ninfa ingrata : cantatas, 2010 chez Outhere, reprenant des cantates du compositeur Giovanni Battista Bononcini, 1 CD[16].
- Stances du Cid, 2016 chez Glossa, enregistré en 2015[17].
- Un air de Michel Lambert sur Music at the time of Louis XIV, compilation du label Ricercar publié en 2016.